# برج ایفل
برج ایفل (به فرانسوی: Tour Eiffel) [tuʁ‿ɛfɛl] () برجی فلزی در میدان شان دو مارس و در کنار رود سن واقع در شهر پاریس است. برج ایفل که زمانی بلندترین سازه جهان شناخته می‌شد، امروزه به عنوان نماد فرانسه شناخته می‌شود، این سازه یکی از شناخته‌شده‌ترین بناها در جهان است.
ساخت برج ایفل در سال ۱۸۸۷ آغاز و در ۳۱ مارس ۱۸۸۹ به پایان رسید. در آغاز برج ایفل برای نمایشگاه جهانی و به مناسبت صدمین سالگرد انقلاب فرانسه ساخته شد ولی پس از ساخت این بنا مورد قبول همگان واقع نشد و ۳۰۰ نفر که در بین آنها می‌توان از امیل زولا، گی دو موپاسان، شارل گارنیه و هم چنین الکساندر دوما نویسنده شهیر فرانسوی نام برد، به ساخت آن شدیداً اعتراض نمودند.
ساخت برج ایفل دو سال و دو ماه طول کشید. ۸۵۰ نفر در ساخت آن کار کرده‌اند. این برج از ۱۸ هزار و ۳۸ قطعه ساخته شده‌است و برای اتصال آن‌ها از ۲ و نیم میلیون پیچ مهره و میخ پرچ استفاده شده‌است. ارتفاع برج ۳۳۰ متر است که در زمان خود مرتفع‌ترین برج جهان بوده‌است. وزن برج ایفل بیش از ۱۰ هزار تن است که ۷ هزار و ۳۰۰ تن آن فولاد است.
نام برج ایفل از نام سازنده‌اش گوستاو ایفل گرفته شده‌است.
برج توسط مهندس آلمانی‌تبار «آلکساندر گوستاو بونیک‌هاوزن» طراحی و ساخته شد. خانواده بونیک هاوزن از منطقه ایفل واقع در غرب آلمان به فرانسه مهاجرت کرده بودند و از آنجایی که تلفظ این نام در فرانسه مشکل بود، آن‌ها نام منطقه ایفل را برای خود برگزیدند.

## مقدمه
تا سال ۱۸۸۹ ستون یادبود واشینگتن به عنوان بلندترین سازه جهان شناخته می‌شد اما در این سال برج ایفل جانشین آن شد.
برج ایفل به مدت ۴۱ سال تا زمان بهره‌برداری از ساختمان کرایسلر در نیویورک در سال ۱۹۱۰، به عنوان بلندترین برج جهان شناخته می‌شد.
این برج هم‌اکنون بلندترین سازه موجود در شهر پاریس و چهارمین سازه بلند فرانسه است. در سال ۲۰۰۶ قریب۶٫۹۰۰٫۲۰۰ نفر از این برج دیدن کردند. با توجه به اینکه از ابتدای ساخت این برج تاکنون بیش از ۳۰۰٬۰۰۰٬۰۰۰ نفر از این بنا دیدن کرده‌اند، این بنا به عنوان پربازدید کننده‌ترین بنا در جهان شناخته می‌شود.
بلندی برج ایفل بادر نظر گرفتن آنتن تلویزیونی ۲۴ متری بر فراز آن۳۵ متر، و وزن تقریبی آن۷۸۰۰ تن است. ۱۶۹۵ پله تا بالاترین نقطه برج ادامه دارند که البته پله‌های طبقه دوم به بالاترین نقطه برج به روی بازدیدکنندگان بسته‌است.
ساختار این سازه به شکل باز و بدون طبقه‌های میانی (به جز دو سطح) است.
یک سمت آن رودخانه سن و سمت دیگر البته کمی دورتر بنای گنبددار و زرینی دیده می‌شود که عمارت لزنولید نام دارد و مقبره ناپلئون آنجاست.

## نورپردازی برج ایفل

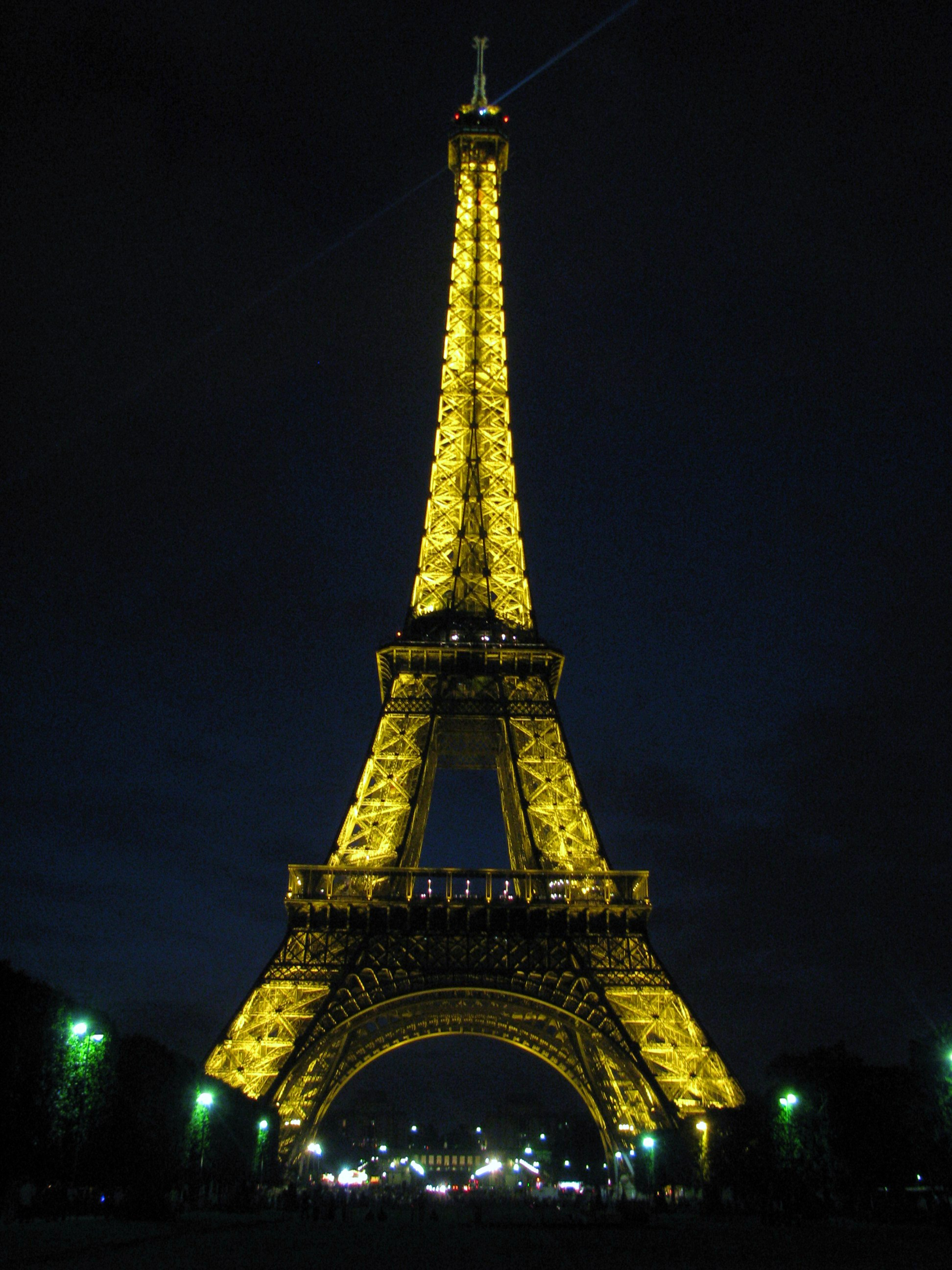
نورپردازی برج ایفل در شب

برج ایفل به وسیله ۳۳۶ پروژکتور نورپردازی شده‌است و ۲۰ هزار نور نقطه‌ای در شب این برج را به درخشش درمی‌آورد که این نورها از ۸۰ کیلومتری قابل مشاهده هستند. در سال ۱۸۸۹ به وسیله ۱۰ هزار لامپ گازی نورپردازی شد از سال ۱۹۸۵ تا کنون با نور طلایی نورپردازی شده‌است.
مجموعهٔ برج ایفل ۷٫۸ میلیون کیلووات ساعت در سال برق مصرف می‌کند که با برق مصرفی یک روستای کوچک برابری می‌کند.

## نگارخانه

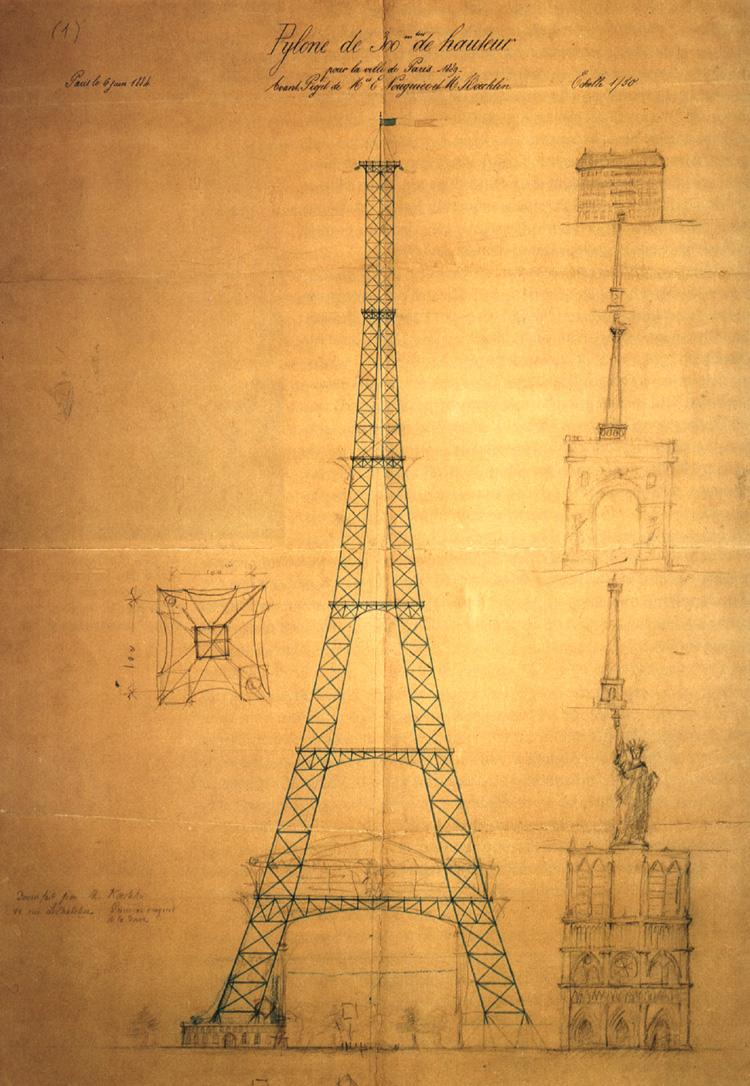
طرح اولیه برج ایفل
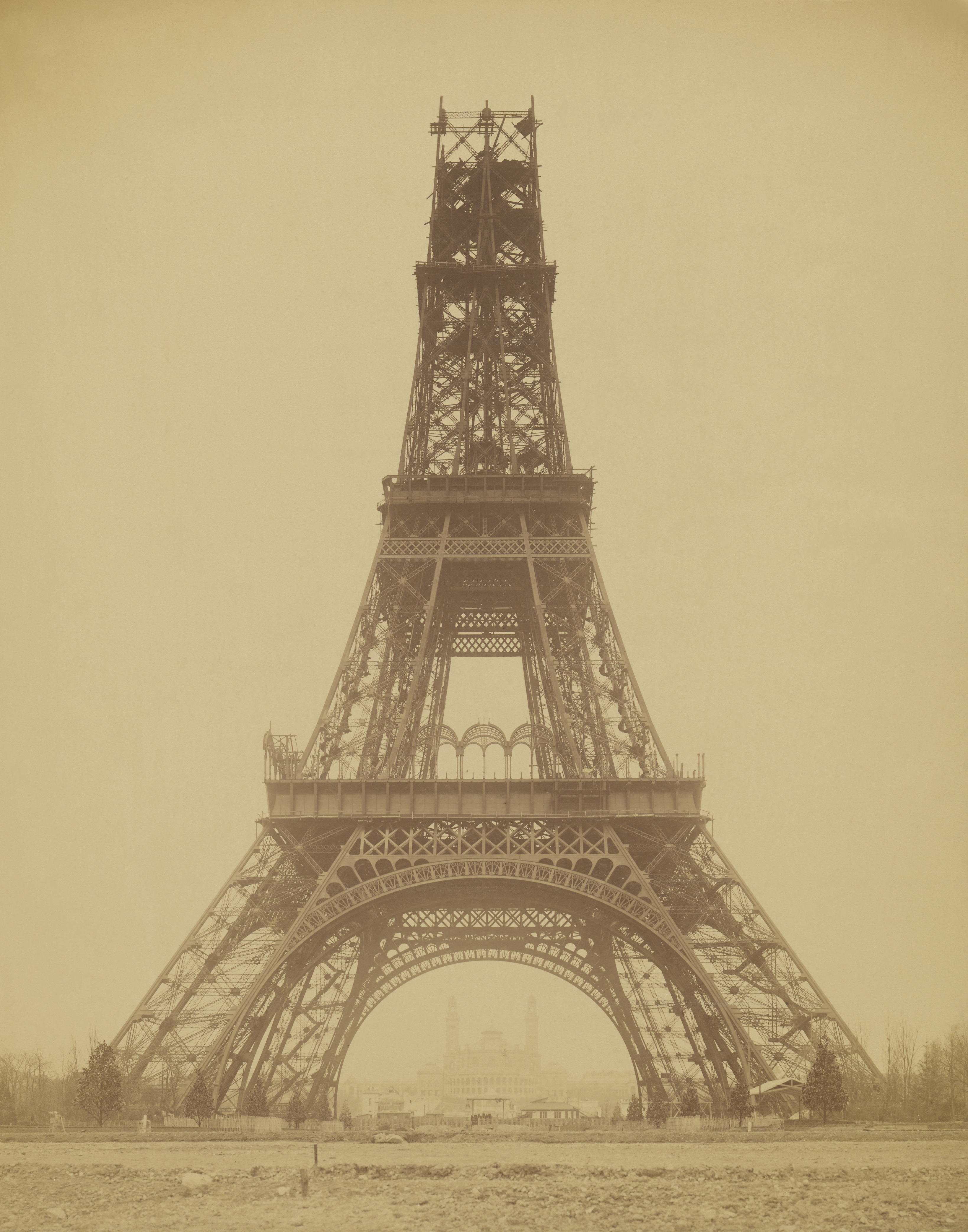
نگاره‌ای به تاریخ ۲۳ نوامبر ۱۸۸۸ م. از مراحل ساخت برج
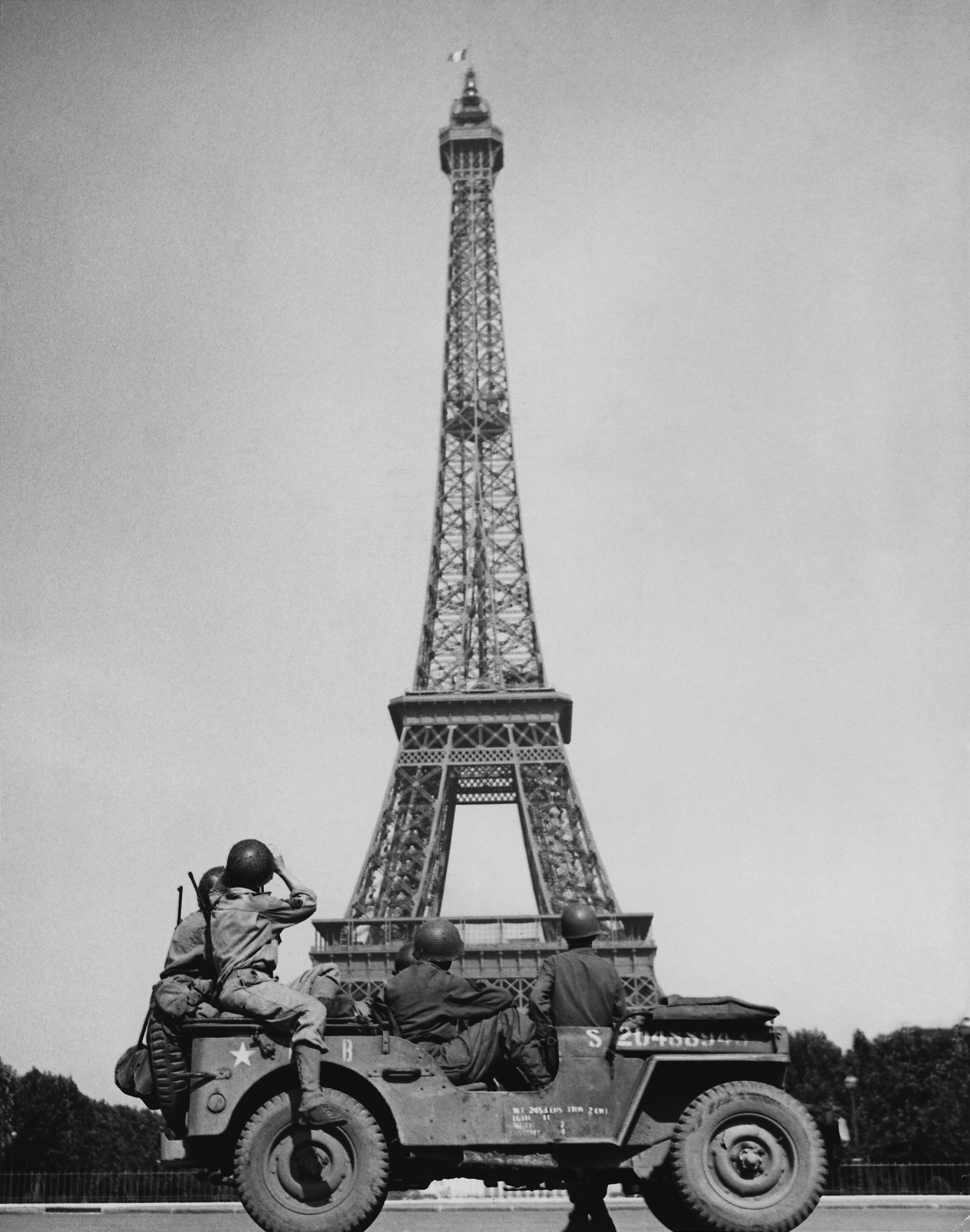
نمایی از سربازان آمریکایی در جنگ جهانی دوم که به‌عنوان دیده‌بان به پرچم برافراشته فرانسه در بالای برج ایفل نگاه می‌کنند.
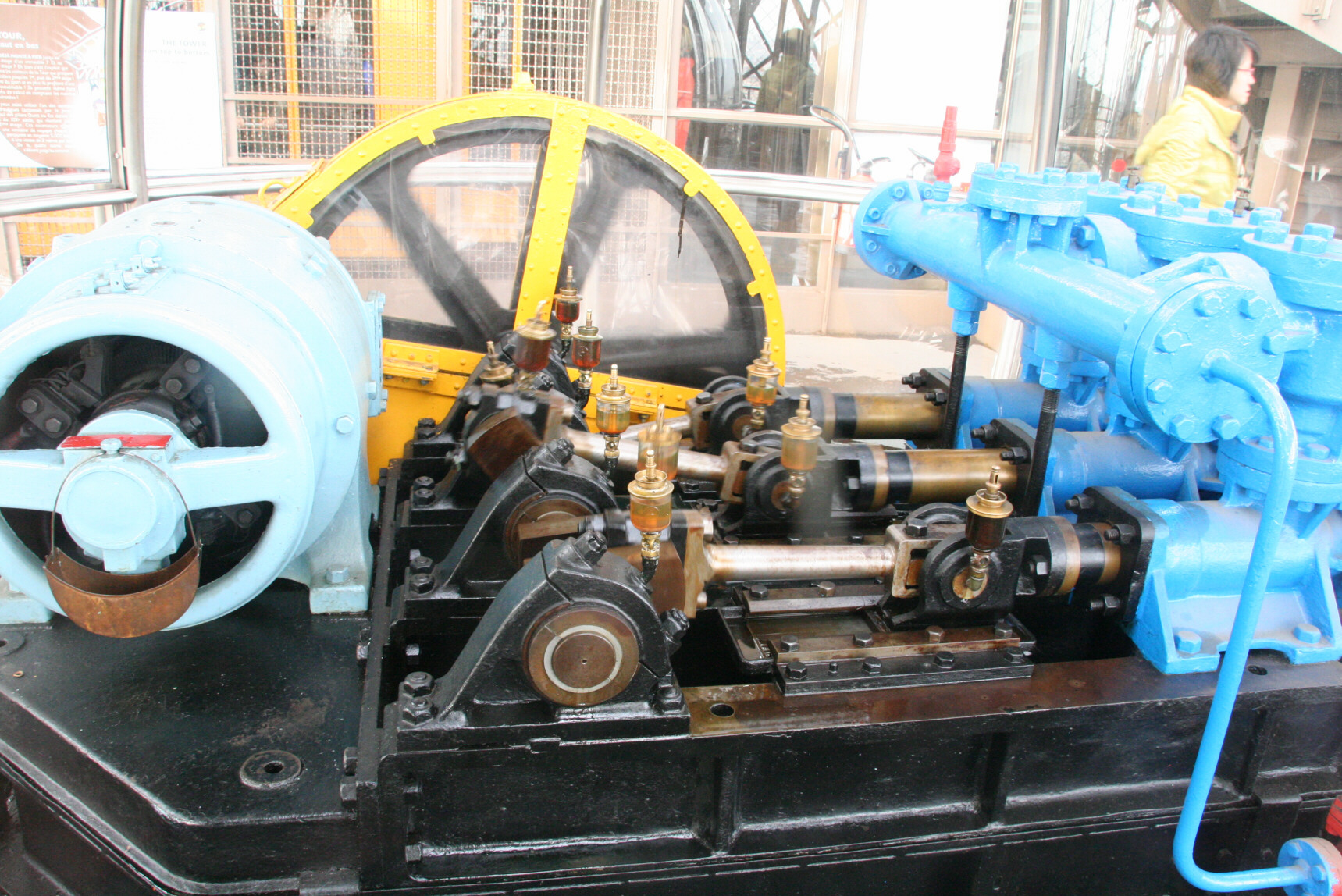
پمپ هیدرولیک اصلی برای بالابرهای ادوکس
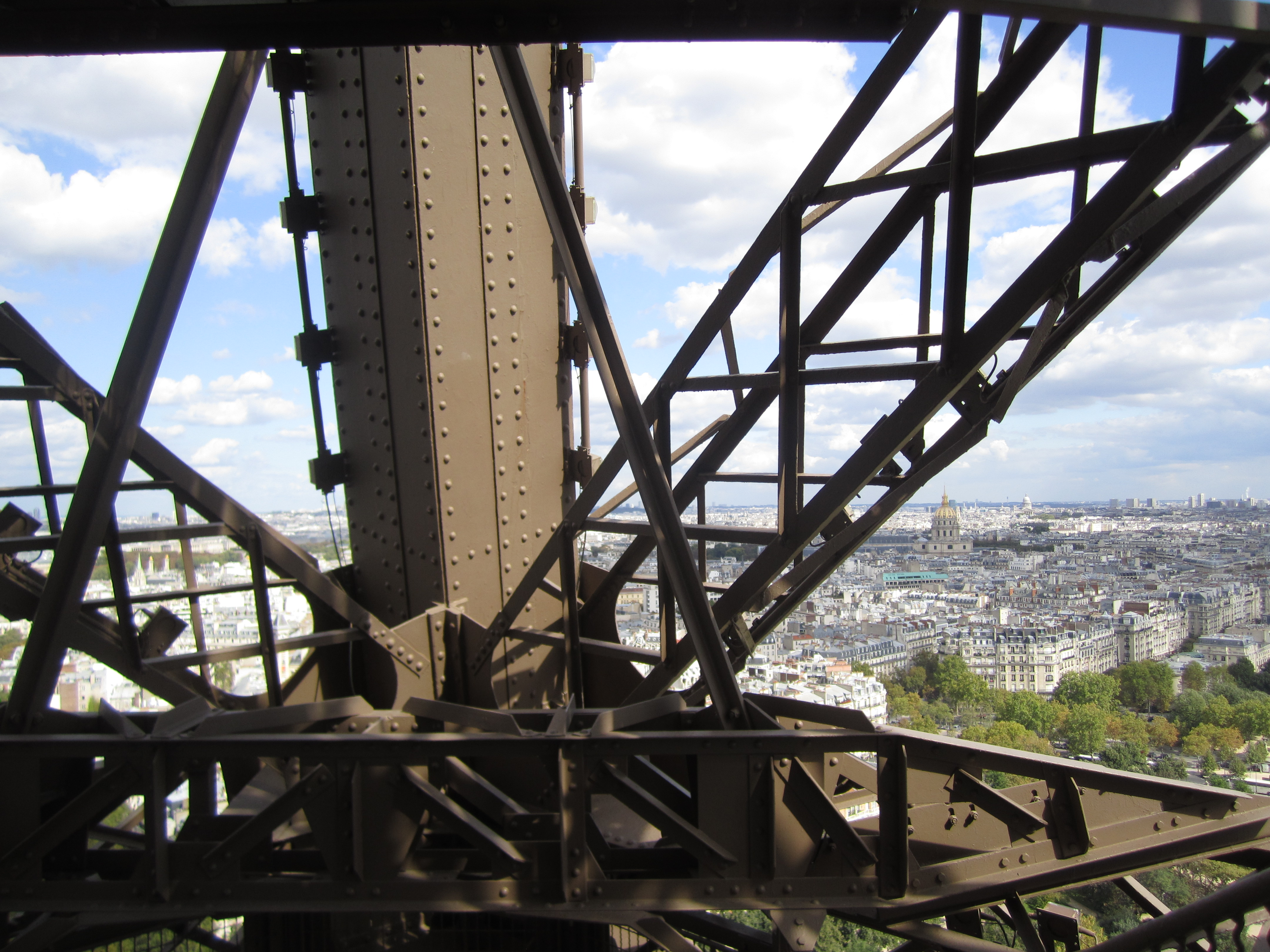
جزئیات ساخت و ساز (آهن‌کاری)
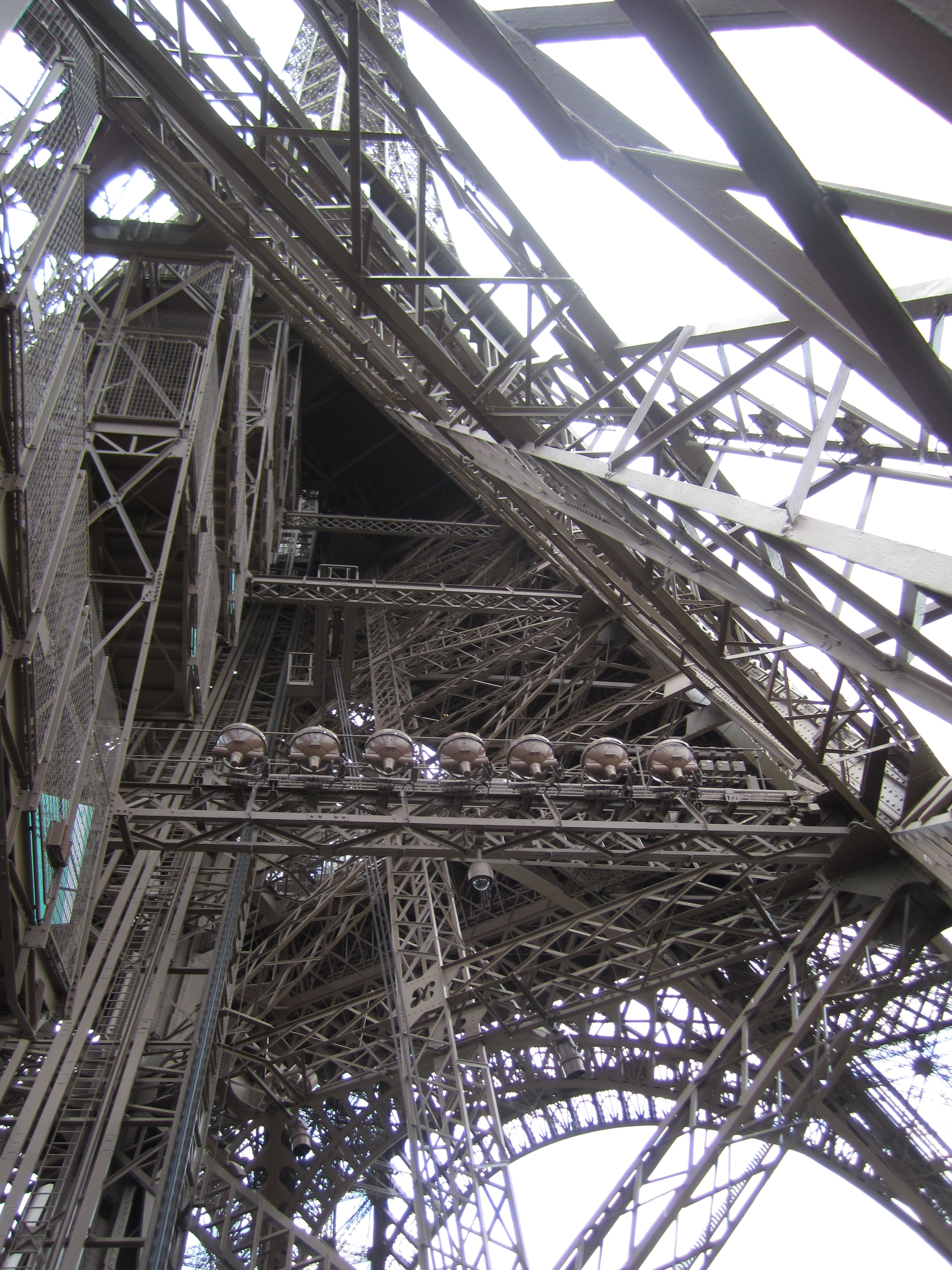
جزئیات آهن‌کاری (آهن آلات) برج ایفل
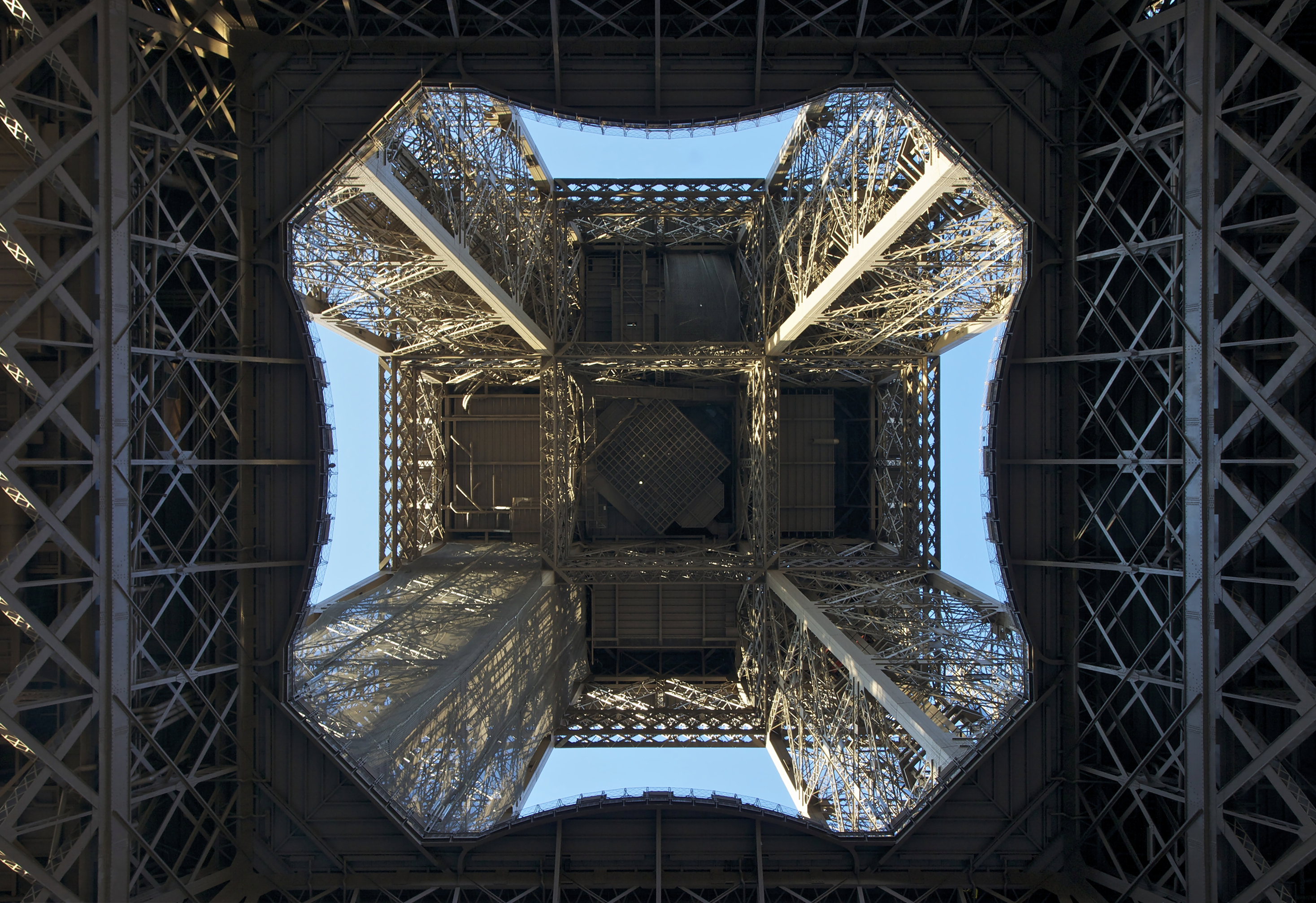
نمایی از زیر برج ایفل
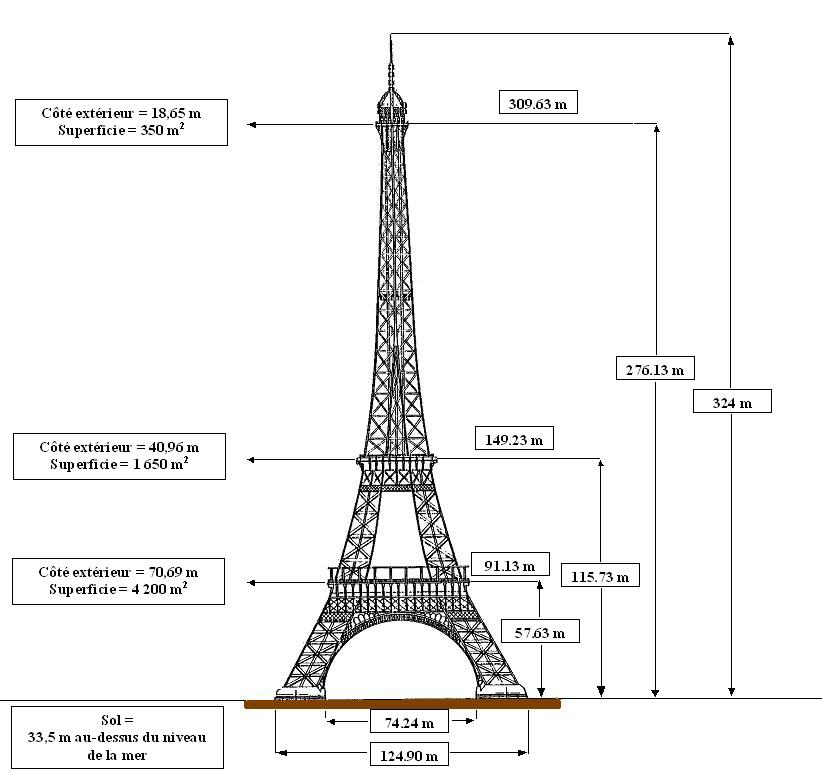